# Marcos Lopes (futbolista brasileño)
Marcos Lopes Mendonça (n. Vitoria, Brasil, 14 de diciembre de 1963) es un exfutbolista brasileño. Jugaba de delantero y jugó en diversos equipos de Brasil y Chile. Se hizo conocido por los hinchas de Everton donde fue considerado de los peores jugadores en la historia de este club, equipo chileno que fue su único club en el extranjero y que además, fue el club donde puso fin a su carrera como jugador.

## Clubes
| Club                       | País   | Año       |
| -------------------------- | ------ | --------- |
| Rio Blanco                 | Brasil | 1982-1983 |
| Vitória (Espírito Santo)   | Brasil | 1984      |
| America Mineiro            | Brasil | 1985-1987 |
| Avaí                       | Brasil | 1988-1989 |
| Marília                    | Brasil | 1989      |
| Vila Nova FC               | Brasil | 1989-1990 |
| Villa Nova AC              | Brasil | 1990      |
| Santos                     | Brasil | 1990      |
| Juventus                   | Brasil | 1991      |
| Internacional de Limeira   | Brasil | 1991      |
| Esporte de Bento Gonçalves | Brasil | 1992      |
| Paysandu                   | Brasil | 1992-1993 |
| Sorriso                    | Brasil | 1994      |
| Everton                    | Chile  | 1995      |